# مسك الغزال (رواية)
مسك الغزال هي رواية للكاتبة اللبنانية حنان الشيخ، صدرت سنة 1989. تُعد خامس رواياتها. نُشرت الرواية لأول مرة باللغة العربية عام 1989 تحت عنوان مسك الغزال، ثم تُرجمت إلى الإنجليزية في عام 1992 بترجمة كاثرين كوبهام (Catherine Cobham). اختارت مجلة Publishers Weekly الرواية ضمن قائمة أفضل خمسين كتابًا لعام 1992
.

## نبدة
تتناول الرواية ملامح مجتمع حديث نسبيًا في الشرق الأوسط، مع التركيز على بعض الخصوصيات الثقافية والاجتماعية التي ما زالت قائمة في عدد من الدول العربية. فهي لا ترتبط ارتباطًا وثيقًا بتاريخ المنطقة قبل القرن العشرين، بل ترصد تحولات المجتمعات المحافظة في العقود الأخيرة، حيث تبرز مشاهد مثل ارتداء النساء العباءات، والتزام الصلوات في أوقاتها، وهيمنة النظام الأبوي الذي يحصر دور المرأة في الإنجاب وتربية الأبناء، إلى جانب مظاهر البنى التحتية الحديثة كتحلية المياه، والمطارات، والمرافق العصرية الأخرى، ما يوحي بأن الرواية قد تكون مستلهمة من واقع دول خليجية، مثل السعودية. وتناقش الرواية قضايا متعددة، أبرزها العلاقة بين الجنسين، والنسوية، والسلطة داخل العلاقات الإنسانية، والفروقات الطبقية، وبُنى المجتمع، والتمرد على الأعراف والتقاليد، والتوتر بين الثقافة والدين، والصراع بين الحرية والقيود الاجتماعية، وأثر العادات والتقاليد، إضافة إلى الثنائية بين المادية والرومانسية. كما تتناول الرواية معاناة المرأة العربية، وتوقها إلى الحرية والعدالة، ورغباتها الجنسية المكبوتة، وقد أُثير جدل واسع حول الرواية، وتعرضت للمنع في عدد من الدول العربية بسبب جرأتها في تناول قضايا حساسة، سواء من الناحية السياسية أو الجنسية، فضلًا عن انتقاداتها الصريحة للمجتمع العربي.

## الشخصيات
تتشكل الشخصيات الرئيسية من أربع نساء يروين الحكاية، وهنّ:
- سهى: امرأة لبنانية، خريجة قسم الأعمال الإدارية من الجامعة الأمريكية في بيروت، ترافق زوجها وابنها إلى بلد "الصحراء"، بلد عربي لم يُسمَّ صراحة، وذلك فرارا من الحرب في لبنان إلا أنها تعيش حالة من الملل والكآبة، فتعود لاحقًا إلى بيروت بعدما تكتشف صعوبة التأقلم مع الحياة هناك.
- نور: مواطنة من "الصحراء"، زوجة لرجل نافذ، تبحث عن إشباع رغباتها الجنسية أثناء غياب زوجها، وتقيم علاقة مع سهى.
- سوزان: أمريكية من تكساس، ترافق زوجها إلى "الصحراء"، إلا أن زوجها لم يعد يجد فيها جاذبية، وتُغرم بمعاذ، لكنها تظل مدفوعة بالمصلحة والثراء قبل عودتها إلى وطنها.
- تمر: امرأة تركية مطلقة من أحد الشيوخ، لها ابن، تواجه صعوبات اجتماعية واقتصادية كامرأة مطلقة تتحدى الأعراف ببحثها عن الاستقلال والتعليم، وتصطدم برفض شقيقها رشيد، لكنها تصر على البقاء في "الصحراء" وتفتح مشغلًا خاصًا بها.[2]

## الأسلوب
تعتمد رواية مسك الغزال أسلوبًا سرديًا يقوم على تعدد الأصوات، إذ تتناوب على الحكي أربع ساردات، لكل واحدة منهن منظورها الخاص لعلاقة المرأة بالفضاء العربي الصحراوي. يُبرز هذا التعدد في السرد اختلاف أنماط الوعي بين الشخصيات، خاصة في ما يتعلق بالحرية والجنس والسلطة. كما تتميز الرواية بلغة تحليلية ونقدية، وتشتغل على تفكيك الصور النمطية حول المرأة والرجل، مع حضور واضح لمقاربات ثقافية متقاطعة بين الشرق والغرب.

## الاستقبال النقدي
أشادت مجلة Kirkus Reviews بالرواية ووصفتها بأنها "بداية واعدة". كما حصلت على مراجعات إيجابية من Publishers Weekly
وفي مجلة Middle East Studies Association، أشادت الناقدة إليز سالم مانغنارو بموضوعات الرواية وصلتها بالعالم الحديث، رغم انتقادها لأسلوب الرواية. كما وصفها الناقد إدوارد سعيد بأنها رواية "يجب على النسويات الغربيات قراءتها".

## الترجمة الإنجليزية
أنجزت الترجمة الإنجليزية للرواية المترجمة البريطانية كاثرين كوبهام، وصدرت الترجمة تحت عنوان Women of Sand and Myrrh سنة 1992.